# Fretterspring
Fretterspring ist ein Einzelhof in der Gemeinde Finnentrop im Kreis Olpe in Nordrhein-Westfalen.

## Lage
Fretterspring liegt im nordöstlichen Bereich des Gemeindegebietes von Finnentrop östlich von Schliprüthen und nordöstlich von Fehrenbracht an der Quelle des Fretterbachs. Westlich verläuft die Kreisstraße 23. Östlicher Nachbarort ist das zur Gemeinde Eslohe im Hochsauerlandkreis gehörende und an der Landesstraße 880 liegende Kückelheim.